# Vuelo 113 de Indian Airlines
El vuelo 113 de Indian Airlines fue un vuelo operado por Boeing 737 de Mumbai a Ahmedabad que se estrelló en aproximación final al aeropuerto de Ahmedabad el 19 de octubre de 1988, matando a 133 de las 135 personas que viajaban a bordo. El avión tenía el registro VT-EAH, con fecha de entrega en diciembre de 1970, y tenía en su haber 42.831 horas y 47.647 rotaciones.

## Accidente
El vuelo tenía prevista su salida a las 05:45 pero se retrasó 20 minutos a causa de un pasajero que no se presentó. El IC113 partió de Bombay a las 06:05, y a las 06:20 contactó con el Control de Aproximación de Ahmedabad.  El METAR de las 05:40 fue transmitido al avión, y de nuevo a las 06:25 se transmitió la meteorología de las 06:10 debido a una reducción de la visibilidad de 6 km a 3 km. Se dio autorización al avión para descender de FL 150 a las 06:32 y se pidió al avión que notificase a 1700 pies sobre el VOR de Ahmedabad. La visibilidad era de 2000 m en horizontal y el QNH era de 1010. El QNH fue perfectamente colacionado por el avión.
El piloto decidió realizar una aproximación localizador-DME a la pista 23 y notificó encontrarse sobre Ahmedabad a las 06:47. El avión realizó el alejamiento y notificó la entrada de nuevo a las 06:50. Esta fue la última comunicación entre el avión y el control aéreo.
La tripulación no tenía ni solicitó autorización para aterrizar, tampoco notificó ningún descenso por debajo de los 1.000 pies. La velocidad del avión era de 160 nudos, que era más de la indicada para el tramo de vuelo, y el piloto no debería haber descendido por debajo de 500 pies (Altitud Mínima de Descenso) a menos que hubiera visto la pista. La conversación de la grabadora de voz entre el piloto y el copiloto mostró que ambos estaban centrados en ver la pista y estaban mentalizados totalmente en el aterrizaje y en su ansiedad por ver la pista, perdiendo la referencia de altitud. En lugar de que el piloto al mando se centrase en los instrumentos, tanto el comandante como el copiloto estaban mirando hacia fuera para ver la pista sin prestar la atención necesaria al altímetro y perdiendo completamente el patrón de altura.
A las 06:53 el avión impactó con árboles, una torre de alta tensión y cayó en las afueras de la población de Chiloda Kotarpur, cerca de la sede de la sociedad Noble Nagar cerca de Ahmedabad. El avión quedó a unos 2.540 metros del comienzo de la pista 23.
Se habían publicado varios NOTAMs por parte del aeropuerto de Ahmedabad, en concreto sobre la ausencia de luces de aproximación, el patrón de descenso estaba fuera de servicio en el Sistema de aterrizaje por instrumentos dejando sólo en funcionamiento el localizador. Esto dejaba disponible solo las luces VASI, el  VOR, el DME, y el localizador, que eran suficientes para el aterrizaje del avión incluso cuando la visibilidad fuese superior a 1.600 metros. La dirección del aeropuerto dijo que era necesario que el piloto fuese capaz de ver la pista a una altura de 500 pies y en caso de que el piloto no fuese capaz de visualizar la pista, no debía descender por debajo de los 500 pies, y si la pista estuviese visible, debía asegurarse de poder aterrizar. El hecho de que el avión se encontrase a 2,6 km del aeropuerto mostraba que no habían visto la pista.
La dirección del aeropuerto también afirmó que el VOR tenía que estar operativo en ese momento, ya que el piloto fue capaz de hacer los virajes de acercamiento y el alejamiento usando el VOR como referencia. El localizador también tenía que estar operativo y debió haber sido usado por los pilotos, porque el avión se había encontrado en el eje central de pista extendido. El hecho de que el avión recalase a 2,6 km de pista y los datos recopilados de las cajas negras de vuelo mostró que los pilotos no estaban seguros de haber localizados el DME del aeropuerto y las luces VASI, y el altímetro funcionaba correctamente, y se debió ignorar o no mantener la adecuada atención en la altitud de la aeronave.
También se determinó que no se habían tomado las medidas relativas al Rango Visual de Pista relativos a la situación de reducción de visibilidad.

## Pasajeros y tripulación
El avión transportaba a 129 pasajeros (124 adultos y 5 niños) y 6 tripulantes (piloto, copiloto, y cuatro tripulantes de cabina de pasajeros). El piloto del avión, el capitán Deepak Nagpal y su comandante Dallaya murieron en el accidente. El profesor Labdhi Bhandari del Instituto de Gestión Indio de Ahmedabad fue una de las víctimas del accidente.
Cinco pasajeros sobrevivieron inicialmente al accidente y fueron llevados al hospital, pero tres murieron a causa de sus heridas. Los dos supervivientes fueron Vinod Rewa Shankar Tripathi y Ashok Agarwal. El señor Agarwal, de 31 años, dirigía un negocio textil en Narol. Viajaba en el avión con su mujer Abha, de 22 años, y su hija de once meses de vida, Ruhi, quienes perecieron en el accidente.

## Fallo
La comisión de investigación llegó a la siguiente conclusión;
1. La causa del accidente es el error de juicio por parte del piloto a los mandos como del copiloto asociado con la pobre visibilidad.[1]

Tras recibir el informe, el gobierno de India creó un comité para evaluar el informa con la NTSB. El gobierno de India aceptó posteriormente el informe con una modificación que hizo que la conclusión fuese;
1. La causa del accidente es el error de juicio por parte del piloto a los mandos como del copiloto por no adherirse a los procedimientos asociados a baja visibilidad.[1]

## Compensación
En 1989, Indian Airlines se había ofrecido a pagar 200.000 ₹ como indemnización total a las víctimas, la cantidad máxima recogida en los artículos 17 y 22 de la Segunda Acta de Transporte Aéreo Regular de 1972. Para recibir un pago mayor, los demandantes tenían que demostrar que podían acogerse al artículo 25 en el que el daño causado es obra u omisión de la aerolínea con premeditación y alevosía, de modo que el montante de responsabilidad (200.000₹) no fuese aplicable .
Esto fue demostrado por sentencia de la Corte Civil de la Ciudad de Ahmedabad el 14 de octubre de 2009 y se concedieron indemnizaciones mayores según las determinaciones de la corte, incluyendo factores como la edad del fallecido, ingresos, ocupación, previsiones de futuro y esperanza de vida. Un juzgado formado por los jueces M S Shah y H N Devani transmitieron el dictamen a Indian Airlines y la Dirección Aeroportuaria de India (AAI) para pagar la compensación a los demandantes el 31 de diciembre de 2009. IA tendría que pagar el 70 por ciento de las compensaciones y AAI el 30 por ciento restante. La compensación debía ser pagada con una compensación del nueve por ciento anual calculado desde el 1989 cuando los demandantes iniciaron el proceso judicial.